# Château de Salvagnac
Le château de Salvagnac est un édifice fortifié, situé dans la commune de Salvagnac, dans le département du Tarn en France et inscrit aux monuments historiques depuis le 15 janvier 1980.

## Historique
En 1587, l'amiral Anne de Joyeuse prend Salvagnac durant les guerres de religion. En 1609, le château est mentionné dans un testament. Il est modifié en 1720 et acheté par la famille de Chastenet de Puységur en 1788. Au XIXe siècle, la façade ouest est refaite et alignée et les entrées des caves enterrées. Les fossés sont comblés par les décombres des remparts.

## Description
Le château domine le haut du village, au sommet d'une colline. Il a gardé la forme en fer à cheval qui date probablement de sa construction initiale. Les deux tours médiévales, de part et d'autre de la cour, témoignent que l'édifice a été remanié sur les restes anciens. L'aile gauche date du XIXe siècle et est restée sans restauration. Les ailes centrales et de droite des années 1720, sont de style classique. Les façades sont soulignées par des moulures à chaque étage. Elles sont bien mises en valeur par une restauration récente. 